# Parco di Villa Finzi
Il parco di Villa Finzi   è un parco di Milano, situato a Gorla, nel Municipio 2 della città.
Un muro di cinta e una strada lo dividono dal naviglio della Martesana e il suo ingresso è in via Sant'Erlembaldo, una traversa a sinistra di viale Monza. È uno dei più antichi della città, costruito, con grande dovizia, per abbellire la villa. È ricco di alberi di alto fusto e al suo interno sono numerosi i servizi per i cittadini.

## Storia
Agli inizi dell'Ottocento, la villa, allora in piena campagna, era di proprietà del conte Batthyàny, ungherese, ufficiale degli ussari, che nel 1829 fece costruire il giardino. Questo era attraversato dall'Acqualunga, un fontanile che sgorgava a Precotto e che al margine della proprietà sottopassava la Martesana; prima formava un laghetto, impreziosito da barca e da due tempietti neoclassici, uno dei quali, in superficie, il tempio dell'Innocenza e un secondo ipogeo il tempio della notte, in una grotta artificiale ora difficilmente praticabile, un padiglione per il caffè e le serre.
Nella seconda metà del secolo, la nuova proprietaria della villa, Fanny Finzi Ottolenghi, destinò il parco a scopi benefici, facendovi edificare una "casa-giardino per i bambini di Gorla", seguita, nei primi anni del XX secolo, da un "rifugio per ragazzi inabili", in collaborazione con l'Istituto ortopedico Gaetano Pini che divenne in pochi anni la più grande struttura per il recupero motorio in Italia. Nel 1934, dopo che la struttura fu trasferita, l'intera proprietà fu acquisita dal comune che la destinò a parco pubblico.

## Alberi e attrezzature
Tra le numerose essenze, ricordiamo: Robinia, mirabolano, pioppo nero, tiglio selvatico, ailanto, carpino bianco, ciliegio, faggio, ippocastano, quercia rossa, noce nero, olmo, pioppo cipressino, numerosi Ginkgo biloba e diverse varietà di acero. Da segnalare un ippocastano particolarmente maestoso e, per la sua rarità, un gelso da carta.
All'interno dell'area, un centro sociale per anziani, un asilo nido, una scuola dell'infanzia e una elementare, oltre al Servizio veterinario della ASL di Milano. Due gli spazi gioco per i bambini.
Il fontanile Acqualunga, da tempo interrato, corre sotto la superficie del parco ed è stato oggetto di ispezioni sia delle guardie ecologiche sia del gruppo volontario speleologico per possibili sversamenti di solventi. Gli speleologi dello SCAM si sono anche interessati dell'esplorazione del tempietto ipogeo, giungendo alla conclusione che fu costruito su una preesistente ghiacciaia.

## Note

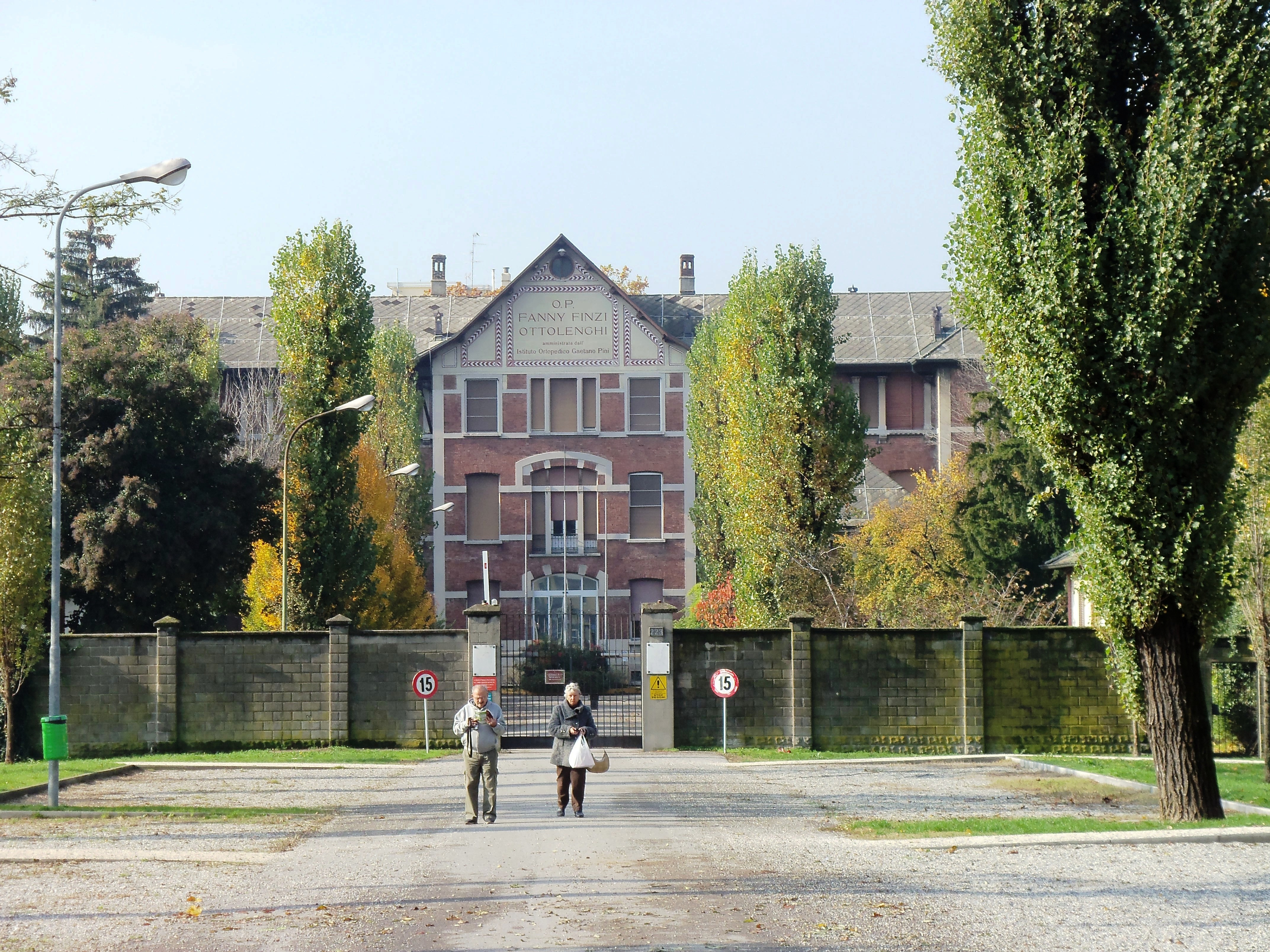
Il vecchio centro per il recupero delle disfunzioni motorie